# Piotr Szalsza
Piotr Szalsza (ur. 26 maja 1944 w Bytomiu) – polski reżyser, muzyk, scenarzysta, tłumacz, pisarz, dziennikarz, publicysta, redaktor i producent widowisk telewizyjnych, organizator projektów muzycznych, teatralnych i naukowych.

## Przebieg kariery
- 1962-67 Studia w Akademii Muzycznej w Katowicach - klasa altówki (magister artium)
- 1965-66 Altowiolista w Orkiestrze PRiTV w Krakowie
- 1967-76 Kierownik Redakcji Działu Artystycznego TVP Katowice
- 1976-81 Kierownik Redakcji Muzyki i Rozrywki TVP Gdańsk
- 1982 w ramach represji politycznych zwolniony z pracy w TV Gdańsk

Od 1983 przebywa na stałe w Wiedniu.

## Twórczość
Szalsza jest autorem kilkudziesięciu haseł Wielkiej Encyklopedii Muzycznej Austrii (głównie o muzykach polskich w Austrii w XVIII-XX w.), oraz tłumaczeń na j. polski sztuk austriackich autorów - Michaela Ronzoni, Gabriel Barylli, Gerald Szyszkowitz (dla wiedeńskiego wydawnictwa Sessler). Napisał muzykę do licznych spektakli teatralnych i telewizyjnych (m.in.: Kartoteka, Szwejk, Paryżanin, Pokojówki, Pan Jowialski, Czarownice z Salem, Król, Hedda Gabler, Kapputt, Zbrodnia i kara, Niemcy, Ulubiony śpiewak Führera) i był kierownikiem muzycznym filmu Axela Cortiego Radetzkymarsch według J. Rotha (1994), jak i kilkudziesięciu nagrań płytowych, radiowych i telewizyjnych. Znana jest jego działalność dziennikarska i muzykologiczna w prasie, radio, telewizji i w wydawnictwach specjalistycznych.

### Produkcje telewizyjne
(prace dla ORF, ZDF, RTR, ARTE, NHK, 3SAT, TVP; reżyseria/scenariusz)
Wybrane pozycje:
- biografie telewizyjne kompozytorów XIX-XX w.: E. Grieg, R. Schumann, R. Wagner, A. Dvořák, M. Rimski-Korsakow, S. Prokofiew, D. Szostakowicz (cykl „Monografie muzyczne”); 1970-76
- Portrety i koncerty m.in.: Paul Badura-Skoda, Felicja Blumental, Alicja Boniuszko, Emin Chaczaturian, Rosalia Chladek, Zdzisław Górzyński, Adam Harasiewicz, Louis Lane, Witold Lutosławski, Bolesław Mierzejewski, Siegfried Palm, Krzysztof Penderecki; 1972-96
- Sergiej Prokofiew – Iwan Groźny (widowisko teatralno-muzyczne); 1978
- Karol Szymanowski – Mandragora (film baletowy); 1978
- Dimitr Szostakowicz – VII Symfonia Leningradzka (widowisko teatralno-muzyczne); 1978
- Śladami Chopina – Czechy (film dok.); 1979
- Chopin znaczy Polska (film dok.); 1980
- Szymanowski w Pradze (film dok.); 1980-81
- Ernest Bryll - Kolęda nocka (impresja filmowa); 1981
- Śladami Chopina – Wiedeń (film dok.); 1984
- Kleiner Orgelschatz – Portrety 30 instrumentów w Dolnej Austrii; 1985-92
- Gorzki chleb obczyzny - artyści emigranci w Austrii (film dok.); 1985
- Jazz na Wschodzie – Jazz Jamboree in Warschau (film dok.); 1986
- Historia fortepianu - w III cz. z Ewą Badura-Skoda (film dok.); 1988-90
- Strauss a´la carte (filmowa komedia muzyczna); 1989
- Gerald Szyszkowitz – Friedemann Puntigam, czyli sztuka zapominania (Teatr TVP); 1992
- Powszedni dzień Warszawskiego Getta (film dok.); 1993
- Serce Chopina – z Janem Englertem (film dok.); 1995
- Johann Strauss w Petersburgu - z sir Peterem Ustinovem i Filharmonią Petersburską; 1996
- Thomas Bernhard – Plac Bohaterów – z K. Jandą i Z. Zapasiewiczem (Teatr TVP); 1997
- Mikis Theodorakis - Canto General - Oratorium (światowe prawykonanie pod dyr. kompozytora); 1998
- Peter Wolf – Progression (światowe prawykonanie w Linzu z Klausem Maria Brandauerem, Cliff Richardem, Coolio); 1999
- Ludwig v.Beethoven - IX Symfonia; 2000
- Habsburgowie polscy – 2 części (film dok.); 2001-02
- Joe Zawinul – Gala - 70. urodziny; 2002
- Let my people live – 60-lecie wyzwolenia Konzentrationslager Auschwitz-Birkenau; 2005 (Kraków - Teatr Słowackiego)
- 50-lecie Staatsvertrag w Austrii – Koncert Jubileuszowy; 2005
- 20 lat Orkiestry Symfonicznej Voralberg – Koncert Jubileuszowy; 2005
- Karl Kraus - Ostatnie dni ludzkości- Festspiele Reichenau; 2006-7
- Dobry jest wspólny posiłek, bo zbliża oddalonych, (film dok.); 2007
- VENTZKI - czyli Dzieci sprawców - dzieci ofiar, (film dok.); 2009
- Haimito Doderer - Schody Strudelhlofu, Festspiele Reichenau; 2009
- Bronisław Huberman, czyli Zjednoczenie Europy i skrzypce, (film muz.-dok.; 2010
- Allegro Vivo Festival (Film muz.) 2011
- Mordechaj Gebirtig – czyli bądź zdrów mój Krakowie (film), 2012
- Titanic – Making of (film) 2012
- Bohaterowie ze Steinu – Stragan: Armia Krajowa w Austrii (film dok.) – 2015
- Julius Madritsch - Sprawiedliwy wśród Narodów Świata (Film dok.) – 2018
- Wielkie Galicjanki - Album Filmowy, 1-2 cz. (Film dok.) 2020

Reżyseria obrazu koncertów symfonicznych, organowych, kameralnych oraz koncertów jazzowych (m.in.: A. Gilberto, J. Garbarek, L. Hampton, Fr. Hubbard, St. Grapelli, D. Gillespie, Fr. Gulda, N. Kennedy, M. Makeba, A. Makowicz, W. Marsalis, J. Pass, O. Peterson, M. Petrucciani, J. Zawinul)

### Reżyseria spektakli teatralnych i operowych
Wybrane pozycje:
- Ernest Bryll - Czarodziej Oz; 1980 Kielce
- Stephen Poliakoff - City Sugar ; 1981 Gdynia
- Meinhard Rüdenauer - Ein Liederspiel; 1984 Wiedeń - Kammeroper
- Giovanni Paisiello - Barbier von Sevilla; 1985 Wiedeń - Kammeroper
- Gerald Fromme - Die beiden Kronen - Ojciec Maksymilian Kolbe; 1986
- Umberto Giordano - Fedora; 1994 Warszawa - Teatr Wielki
- Ferdinand Raimund - Chłop milionerem; 1996
- Sergiusz Prokofiew - Miłość do trzech pomarańczy- I asystent sir Petera Ustinova; 1997 Moskwa – Bolszoj Teatr
- Gerald Szyszkowitz - Ulubiony śpiewak Führera; 2000
- Michaela Ronzoni - Siostry Parry; 2002 Kraków
- Karol Szymanowski - Zbójniczka (nowe libretto na podstawie baletu „Harnasie“); 2002 Wiedeń – Museumquartier
- Z Galicji do Nowego Jorku; 2003 Wiedeń - Radiokulturhaus ORF
- Michaela Ronzoni - Siostry Parry; 2004 Tel Aviv
- Janusz Głowacki - Antygona w Nowym Jorku; 2004 Kraków, Wiedeń
- Muzyka w Poczekalni śmierci - Getto Teresienstadt; 2004-05 Warszawa, Kraków, Wiedeń
- Fryderyk Schiller - Dymitr (Demetrius) – 2005 Kraków - Katowice
- Peter Turrini - Alpejskie zorze; 2008 The Fifth Theatre - Omsk
- Antoni Czechow – Mewa; 2008 Festspiele Reichenau
- Beatrice Ferolli – Dietrich i Leander; 2009 Teatr Korez Katowice
- Aharon Appelfeld-Piotr Szalsza – Badenheim 1939; 2009 Teatr Śląski Katowice
- Hans Krasa – Brundibar Opera Dziecięca; 2010 Leopoldinum Festiwal Wrocław
- Michaela Ronzoni - Siostry Parry; 2014 Teatr Muzyczny Toruń
- Thomas Bernhard – Po prostu skomplikowane, 2014 Katowice - Wiedeń
- Arthur Schnitzler – Reigen – Korowód, 2016 – Liceyskij Teatr - Omsk
- Peter Turrini - Siedem sekund wieczności, 2021 - Teatr POLONIA - Warszawa

## Książki
- Karol Szymanowski w Pradze, 1982
- Bronisław Huberman – czyli pasje i namiętności zapomnianego geniusza – biografia skrzypka wirtuoza, 2001 (2020 - wersja niemiecka)
- Max Kalbeck – Wiedeńczyk z Wrocławia – materiały z sesji naukowej we Wrocławiu, 2007
- Autor kilkudziesięciu haseł Wielkiej Encyklopedii Muzycznej Austrii (głównie o muzykach polskich w Austrii w XVIII-XX w.); 2000-07

## Organizacja wydarzeń muzycznych
- Fryderyk Chopin - 150 rocznica śmierci; 1999 Wiedeń
- Max Kalbeck – Wiedeńczyk z Wrocławia; 2001 Wrocław
- Rok Polski w Austrii - Karol Szymanowski; 2002 Wiedeń, Graz
- Teodor Leszetycki – 70 rocznica urodzin, 2005-06 Kraków, Przemyśl, Katowice
- Chopin w Wiedniu - wystawa - 200 rocznica urodzin; 2010 - 2011; Wiedeń, Wrocław, Kraków, Katowice, Bydgoszcz, Tel Awiw, Londyn
- Karol Szymanowski: życie i twórczość - Wystawa – Londyn 2015
- Bohaterowie ze Steinu – Wystawa – Wiedeń 2015, Kraków Muzeum AK 2016

## Wyróżnienia
- nagroda prezesa TVP w dziedzinie muzyki (1968)
- Odznaka „Zasłużony Działacz Kultury” (1979)
- Odznaka honorowa „Zasłużony dla Kultury Polskiej” (1990)
- Krzyż Kawalerski Orderu Zasługi Rzeczypospolitej Polskiej (1993)
- Paszport Chopinowski – Komitetu Obchodów Roku Chopinowskiego 2010,
- Złota Sowa 2010, Wien
- Dyplom Honorowy Stow. „Rodzina” w Rosji. 2010,
- Kameraton Festival 2011 – Nagroda za film   edukacyjny – „Bronisław Huberman – czyli - zjednoczenie Europy i skrzypce”
- Austriacki Krzyż Honorowy za Naukę i Sztukę I kl. 2014,
- Dyplom Ministra Kultury i Dziedzictwa Narodowego R.Polski 2014,
- Medal Miasta Bytomia w dziedzinie Kultury 2014,
- nagroda Summa Cum Laude, 2019.